# 15342 Assisi
15342 Assisi è un asteroide della fascia principale. Scoperto nel 1994, presenta un'orbita caratterizzata da un semiasse maggiore pari a 3,0902299 au e da un'eccentricità di 0,1270231, inclinata di 1,85249° rispetto all'eclittica.
L'asteroide è dedicato all'omonima località italiana.